# Проклятые короли (мини-сериал, 2005)
«Про́клятые короли́» (фр. Les Rois maudits) — франко-итальянский мини-сериал (2005) режиссёра Жозе Дайан по одноимённой эпопее Мориса Дрюона, состоящий из 5 серий длительностью 90 минут каждая. Сериал неоднократно транслировали в том числе и по российскому телевидению. В ноябре 2011 г. сериал вышел на DVD. Запоминающейся особенностью художественного языка этой экранизации является подчёркнутая театральность декораций, костюмов и грима персонажей.

## Сюжет
В сериале охватывается период в истории французской монархии с Филиппа IV Красивого до Столетней войны. Повествование начинается во время правления Филиппа Красивого, его стремления подчинить себе Орден тамплиеров. После процесса над тамплиерами в 1314 году, они были приговорены к сожжению на костре как еретики. Взойдя на костёр, Великий магистр ордена тамплиеров Жак де Моле проклял своих палачей — папу Климента V, короля Филиппа Красивого, его ближайшего советника Гийома де Ногарэ и всё их потомство до тринадцатого колена.
Гийом де Ногарэ, который возглавлял процесс над тамплиерами, папа Климент V, который начал процесс под давлением Филиппа Красивого, и сам король, действительно, умерли в течение года. После смерти Филиппа Красивого его сыновья либо умирали, либо были убиты, не оставив наследников престола (прямая наследственная линия впервые прервалась со времен Гуго Капета). В сюжете раскрываются интриги, жадность и хитрость, сопровождавшие смену очередного наследника трона. События в сериале подводят к началу Столетней войны.

## Основные действующие лица
- Филипп Красивый, король Франции — Чеки Карио (Tchéky Karyo)
- Карл де Валуа, брат короля — Жак Списсер (Jacques Spiesser)
- Графиня Маго д’Артуа — Жанна Моро (Jeanne Moreau)
- Робер д’Артуа, племянник графини — Филипп Торретон (Philippe Torreton)
- Гийом де Ногарэ, хранитель печати — Жером Анже (Jérôme Anger)
- Жак де Моле, Великий магистр ордена тамплиеров — Жерар Депардьё (Jerard Depardieu)
- Людовик Сварливый, затем Людовик X, наследник престола — Гийом Депардьё (Guillaume Depardieu)
- Маргарита Бургундская, жена Людовика Сварливого — Элен Фийер (Hélène Fillières)
- Филипп де Пуатье, затем Филипп V, сын короля — Эрик Рюф (Éric Ruf)
- Жанна де Пуатье, жена Филиппа — Жюли Депардье (Julie Depardieu)
- Карл Красивый, затем Карл IV, сын короля — Эмерик Демариньи (Aymeric Demarigny)
- Бланка Бургундская, жена Карла Красивого — Ан Мальро (Anne Malreaux)
- Изабелла Французская, дочь короля — Жюли Гайе (Julie Gayet)
- Эдуард II, король Англии — Кристофер Буххольц (Christopher Buchholz)
- Клеменция Венгерская, племянница Карла Валуа — Серена Аутьери (Serena Autieri)
- Беатриса д’Ирсон, придворная дама графини Маго д’Артуа — Жанна Балибар (Jeanne Balibar)

## Краткое содержание серий

### Первая серия — «Железный король» (Le Roi de fer)
Франция, 1307 год
При пустой королевской казне и отсутствии формальной системы налогообложения король Филипп IV (Чеки Карио) просит Жака де Моле (Жерар Депардьё), Великого магистра ордена тамплиеров, о займе. Когда он получает отказ, король арестовывает всех членов Ордена той же ночью (в пятницу, 13 октября) и все равно забирает золото Ордена.
Под пыткой Великий магистр признается, что плевал на крест, и его обвиняют в ереси. Король немедленно приказывает сжечь его на костре, принуждая Папу одобрить процесс над тамплиерами. Однако на костре Моле проклинает короля, папу Климента и все их потомство до 13-го колена…
Папа после этого вскоре умирает, и кажется, что это действует проклятье.
Тем временем, Робер д’Артуа, французский дворянин, понимает, что его тетя Маго (Жанна Моро) обманным путём лишила его наследства. Дочери Маго были выданы за королевских сыновей, и когда Робер узнает об их супружеской неверности, он прибегает к помощи дочери короля Изабеллы, чтобы разоблачить их.
Его действия приведут к ряду событий, которые серьезно повлияют и на Францию, и на Англию.

### Вторая серия — «УзницаШато-Гайара» (La Reine étranglée)
Король Филипп потрясен смертью Папы и одного из своих самых близких советников, Гийома де Ногарэ, в чём он винит проклятье Великого магистра ордена тамплиеров. Испуганный проклятьем, Филипп постепенно слабеет и вскоре умирает.
Когда престол занимает старший сын Филиппа Людовик X, Робер д’Артуа ведет игру с целью лишить свою тетю Маго права на графство Артуа. Чтобы получить поддержку и доверие нового короля, он объединяется с дядей короля, Карлом Валуа, который стремится уничтожить когда-то влиятельного придворного, Ангеррана де Мариньи.
Король Людовик хочет жениться во второй раз, чтобы новая жена родила ему наследника престола, но его сдерживает тот факт, что он ещё женат на Маргарите Бургундской, которая заключена за прелюбодеяние в Нельской башне. Кроме того, нового Папу так и не избрали, и его брак не может быть аннулирован.
Людовик посылает Робера Артуа к Маргарите, чтобы попытаться заставить её написать письмо о том, что их брак не был консуммирован и что их дочь незаконнорожденная. Она пишет письмо, но оно не попадает в руки короля. Нужно искать другое решение…

### Третья серия — «Яд и корона» (Les Poisons de la couronne)
Робер д’Артуа сеет смуту в спорных землях и поджигает посевы, в надежде поднять восстание против тётушки Маго. Король женится на Клеменции Венгерской. Жену принца Филиппа, Жанну освобождают из заточения по его просьбе, однако принцу Карлу в подобном прошении было отказано.
Тяжба тёти с племянником из-за графства продолжается. Людовик принимает решение забрать Артуа под свою власть. Маго затаивает злобу на короля и планирует его убийство. Тем временем принц Филипп отбывает в Лион.
Королева Клеменция и Жанна Бургундская ждут рождения детей. Во время посещения королевы Маго подкладывает отравленные драже в чашу, прослышав ранее, что Людовику они очень по вкусу.
Король умирает.

### Четвёртая серия — «Французская волчица» (La Louve de France)
Королевство осталось без короля. Людовик X скончался, а королева беременна. Совет разделился во мнениях, кому на это время быть регентом. Робер д’Артуа поддерживает кандидатуру Карла де Валуа, ссылаясь на его опыт в государственных делах. Маго же желает, чтобы этот пост занял Филипп, её зять и одновременно брат покойного короля. Плетутся интриги.
В Лион приходят последние известия, принц решает ускорить выбор папы Римского. У Филиппа и Жанны рождается сын.
Родственники первой жены покойного короля требуют признать права её дочери на корону отца, т. к. она - первенец, однако Филипп, ссылаясь на Салический закон, запрещающий женщинам царствовать, отказывает им в этом. Он утверждается в статусе регента Франции.
Кардинал Жак д’Юэз благодаря своей актёрской игре и помощи находчивого помощника становится папой Иоанном XXII, двухлетний конклав завершен.
Робер д’Артуа не отступает от своих планов свергнуть тётку, но та шантажирует регента и Филипп заключает Робера в тюрьму. У королевы Клеменции рождается сын, Франция снова обрела короля.
Старуха Маго строит козни при дворе и планирует отравить новорожденного Иоанна I. В целях безопасности, на церемонии представления ребёнка меняют на другого и Маго травит его с помощью отравленного платка, не зная о подмене. В итоге лишь немногие знают правду, даже королева в неведении. На престол восходит Филипп V.
Робер освобождается из заключения по приказу нового короля, в рамках амнистии в честь восшествия на престол. Но торжества омрачает смерть сына и наследника. Король раздавлен.
По прошествии времени, умирает сам король Филипп, теперь король - третий из сыновей Филиппа Красивого, Карл IV. При дворе циркулируют слухи и страхи.
Новый король не очень стремится управлять государством, дела ведёт его дядя Карл де Валуа. При дворе принимают сестру Карла Изабеллу, жену короля Англии Эдуарда II, сбежавшую от мужа.
Валуа выдаёт за Робера д’Артуа свою дочь, но вскоре умирает, не без участия Маго д’Артуа. Король Англии требует от французов выслать Изабеллу. Карл IV соглашается, однако та снова сбегает, теперь уже и от брата.

### Пятая серия — «Лилия и Лев» (Le Lys et le Lion)
Изабелла и её любовник Мортимер, вернувшись в Англию с войском, выступают против Эдуарда II, наследник трона также выступил против отца. Мятежники с триумфом вступают в Лондон. Друг и любовник короля, Хью Диспенсер, казнён.
Король свергнут, на престол взошёл Эдуард III. Хотя реально правят его мать и Мортимер.
Тем временем подрастает истинный король Франции, Иоанн. Навестивший его "отец" решает увести мальчика с собой.
Мортимер и Изабелла решают умертвить свергнутого английского короля, "но так, чтобы без следов". В тюрьме решают сделать это "через место, коим он грешил".
Во Франции умирает король Карл IV, его жена беременна. Ситуация как и у его старшего брата Людовика X. Регентом назначается кузен покойного - Филипп де Валуа. Королева рождает девочку, а Валуа становится Филиппом VI, однако английский король предъявил свои претензии на французский трон, на основании родства с Филиппом Красивым.
Роберу д’Артуа пожалован титул пэра Франции. Он решает утвердить свои права на графство с помощью подложных писем. Желая побыстрее закончить эту долгую тяжбу, он сближается с Беатрисой д’Ирсон, помощницей Маго д’Артуа, у девушки в этом деле свои интересы. С её помощью старая графиня вскорости отправляется на тот свет, перед смертью узнав от своей убийцы как именно и почему.
В Англии, приехавший туда Робер узнаёт, что королева-мать и Мортимер готовятся стать родителями, о чём он позже докладывает королю. Эдуард III приказывает уничтожить любовника своей матери.
Филипп VI разоблачает ложные письма Робера д’Артуа и сообщает о тех, кто предал графа. Беатриса д’Ирсон утоплена в реке. Сам граф бежит в Англию, интригует против Филиппа и присягает Эдуарду как королю Франции.
Начинается Столетняя война, Робер погибает. Перед смертью он призывает свою тётку Маго.